# ستویاچاک
ستویاچاک (به صربی: Stojačak) یک منطقهٔ مسکونی در صربستان است که در اسمدرفسکا پلانکا واقع شده‌است. ستویاچاک ۴۱۹ نفر جمعیت دارد.